# Giorno dell'indipendenza dell'Armenia
Il Giorno dell'indipendenza dell'Armenia (in armeno Անկախության օր?) è la festa nazionale della Repubblica di Armenia.
Si celebra il 21 settembre di ogni anno e commemora il giorno dell'indipendenza dall'Unione Sovietica e la proclamazione della Repubblica d'Armenia, nel 1991.
Figura di primo piano dell'indipendenza armena fu il politico Lewon Ter-Petrosyan, che fu così il primo Presidente dell'Armenia indipendente 
Anche per questa ricorrenza nazionale, come per quella del Genocidio armeno del 24 aprile, il popolo armeno rimarca i valori di una propria identità nazionale e culturale, mettendo in risalto i valori di un popolo, quello armeno, con una propria indipendenza, sovranità e la rivendicazione del rispetto dei diritti umani.